# Vraja dragostei (film din 1989)
Vraja dragostei  (Teen Witch) este un film american fantastic de comedie din 1989 regizat de Dorian Walker. Este scris de Robin Menken și Vernon Zimmerman și cu Robyn Lively și Zelda Rubinstein în rolurile principale.

## Distribuție
- Robyn Lively - Louise Miller
- Zelda Rubinstein - Madame Serena Alcott
- Dan Gauthier - Bradley "Brad" Powell
- Joshua Miller - Richie Miller
- Caren Kaye - Margaret Miller
- Dick Sargent - Frank Miller
- Lisa Fuller - Randa
- Megan A. Gallivan - Kiki
- Amanda Ingber - Polly Goldenberg-Cohen
- Noah Blake - Rhet Capiletti
- Tina Caspary - Shawn
- Shelley Berman - Mr. Weaver
- Marcia Wallace - Ms. Edith Malloy
- Cindy Valentine - Shana the Rock Star